# Dudley Maurice Newitt
Dudley Maurice Newitt (Londres, 28 de abril de 1894 — Farnham (Surrey), 14 de março de 1980) foi um engenheiro químico britânico.
Recebeu a Medalha Rumford de 1962, em reconhecimento à sua contribuição distinta para a engenharia química.
Newitt nasceu em Londres e começou a trabalhar como químico assistente na Nobel Enterprises, na Escócia. Na Primeira Guerra Mundial serviu no East Surrey Regiment, recebendo a Cruz Militar.
Graduado em química no Royal College of Science em Londres, com pós-graduação em engenharia química no Imperial College London. Durante a Segunda Guerra Mundial foi diretor científico do Special Operations Executive, responsável pelo desenvolvimento de tecnologias de sabotagem e espionagem. Durante este período foi eleito fellow da Royal Society.
Em 1945 foi indicado professor de engenharia química do Imperial College, e em 1952 foi chefe do departamento, sendo responsável pela construção do novo edifício (concluído em 1967).